# أجهزة ايباد في قمرة القيادة
أجهزة ايباد في قمرة القيادة هي أجهزة ايباد المستخدمة في صناعة الطيران كجزء من حقيبة طيران إلكترونية لتحل محل المخططات والأدلة الورقية. يتم استخدام هذه التكنولوجيا حاليًا من قبل كل من طياري الطائرات الخاصة والتجارية.

## التاريخ والاختبار
تم استخدام ايباد في الطيران العام بالاشتراك مع نظيره في النسخ الاحتياطي الورقي، والذي تم تفويضه من قبل إدارة الطيران الفيدرالية. هناك العديد من التطبيقات المتاحة والتي تتضمن كل ما هو موجود على المخططات الورقية بالإضافة إلى أدوات الطيران بما في ذلك مخططات الملاحة وإجراءات سيارات الأجرة وخرائط الطقس ونظام تحديد المواقع العالمي وقائمة الحد الأدنى من المعدات ودليل سياسة الشركة ولوائح الطيران الفيدرالية وضوابط الطيران.على الرغم من استخدام هذه الأدوات في القطاع الخاص، إلا أن استخدام جهاز ايباد في الطيران التجاري لا يزال في رحلة طيران.
أنهت إدارة الطيران الفيدرالية مشروع اختبار مدته ثلاثة أشهر تضمن وضع الجهاز في ظروف معاكسة مثل اختبار الضغط السريع والاختبارات للتأكد من أن الجهاز اللوحي لا يتداخل مع معدات إلكترونيات الطيران. في أوائل عام 2011، أذن إدارة الطيران الفيدرالية لشركة إدارة الطائرات التنفيذية لاستخدام سجلات ايباد بدون المخططات الورقية الاحتياطية. يساعد هذا في إفساح المجال لجهاز ايباد ليصبح أداة طيران لبقية الصناعة. خطوط ألاسكا الجوية خطوط دلتا الجوية وأمريكان إيرلاينز برامج اختبار مخططة.

## العملية
الدافع الرئيسي لاستخدام ايباد كأداة تنقل هو التطبيق العملي للمنتج. سيحل جهاز ايباج محل حوالي 25 رطلاً من المخططات الورقية التي يستخدمها الطيارون والتي تتضمن أدلة طيران الطائرات ولوحات الاقتراب ومخططات الملاحة وأدلة السياسة وقائمة الحد الأدنى من المعدات ومخططات سيارات الأجرة. الخطوط الجوية الرئيسية التي تتخذ من الولايات المتحدة مقراً لها تعتمد بشكل أساسي على الورق، بما في ذلك بعض الذين لديهم أساطيل تتكون من 900 طائرة. يُترجم هذا إلى الكثير من الأوراق في شكل مخططات يمكن حفظها بواسطة ايباد. كما أن التحول إلى نظام إلكتروني سيجعل الحياة أسهل على الطيار. لم يعد بإمكان الطيارين حمل حقيبة طيران ثقيلة. سيتم استبداله بالجهاز اللوحي مقاس 9.5 بوصة بـ 7.31 بوصة 1.33 رطل. عند استخدامها جنبًا إلى جنب مع حزام مصمم خصيصًا، فإن هذا الحجم الصغير يسمح باستخدامها بدلاً من ألواح الركبة. أصبح تخطيط الرحلات أسهل أيضًا بواسطة جهاز ايباد. سيتمكن الطيار من استخدام جهاز واحد لفحص كل شيء من الطقس ومرافق المطار الأخرى وخطط الطيران. كل هذا يجعل حياة الطيار أسهل بكثير.

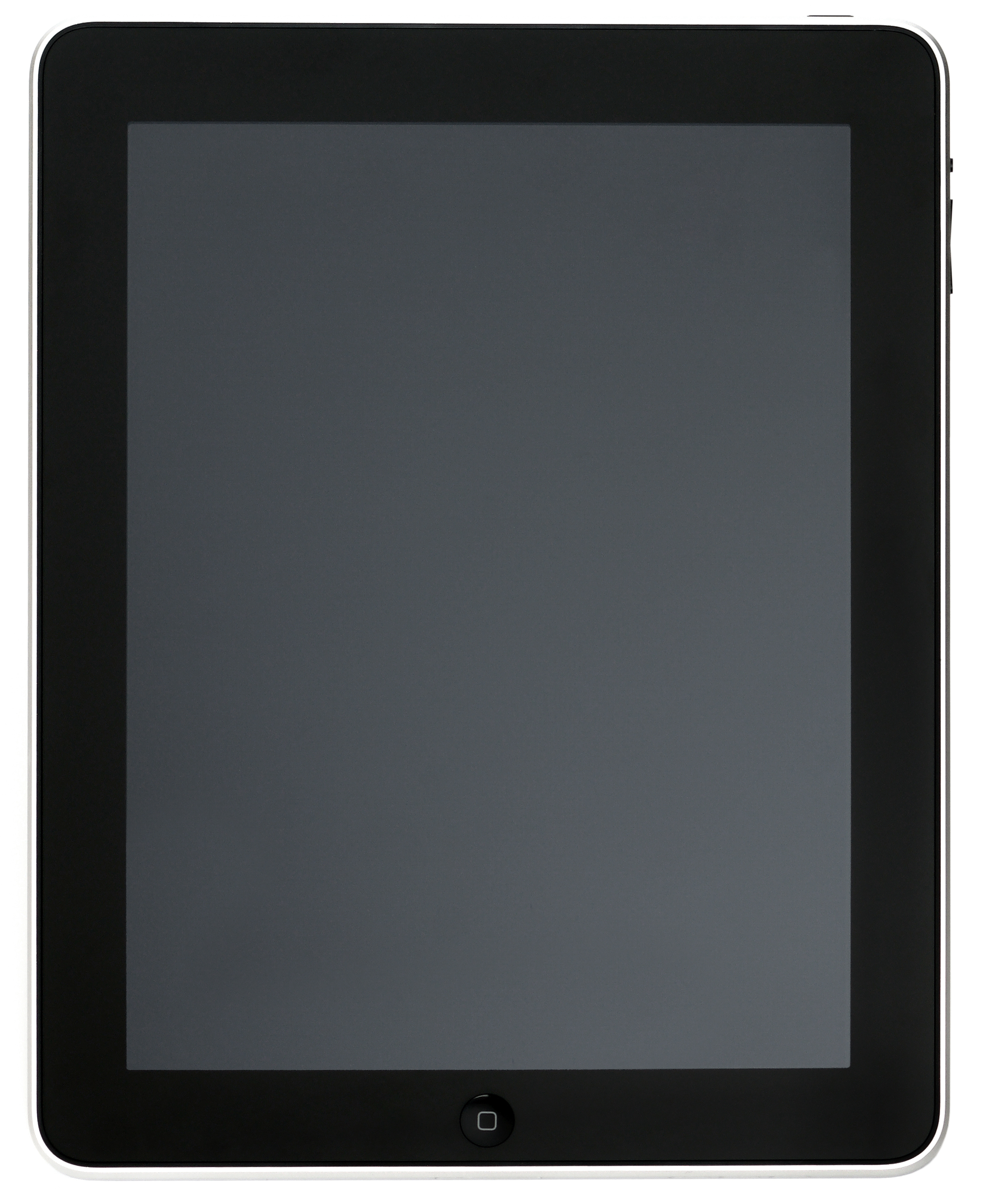
ايباد من شركة ابل

## سلامة
يوفر ايباد العديد من مزايا السلامة في قمرة القيادة. الأول هو العملة واكتمال الرسوم البيانية. يتم إصدار مراجعات الرسم البياني الورقي كل أسبوعين. يمكن للطيار أن يخطئ بسهولة في رسم مخطط ورقي ، أو يزيل المخطط الخاطئ أو ينسى تقديم المخطط بالكامل بحلول وقت حدوث الرحلة. يمكن أن يزيد الرسم البياني الذي عفا عليه الزمن أو في غير مكانه من احتمال وقوع حوادث.
ثانيًا ، يعد حمل حقيبة أدوات تزيد عن 40 رطلاً والتي تحتوي على جميع مخططات الملاحة سببًا للإصابات الشخصية للطيارين أنفسهم. ووفقًا لباتريك أوكيف، نائب رئيس شركة أمريكان إيرلاينز لتقنية عمليات الخطوط الجوية ، "خفضت [أمريكان إيرلاينز] أكبر مصدر منفرد لإصابات الطيارين: حمل تلك العبوات.
يسمح جهاز ايباد أيضًا بتقليل الفوضى في قمرة القيادة. هذا يؤدي إلى رحلة أكثر أمانًا للطيار والركاب. لا يحتاج الطيارون إلى نشر المخططات الكبيرة في قمرة القيادة الصغيرة، وبالتالي لا يعيقون الرؤية. يمكن للطيارين تمرير أصابعهم بسرعة حول الرسم البياني وكذلك تبديل المخططات في غضون ثوانٍ. هذا يمنح الطيارين مزيدًا من الوقت للنظر من نافذة قمرة القيادة ويسمح لهم بالقدرة على إلقاء نظرة سريعة بدلاً من البحث على الخريطة.
تم طرح عدد من المشكلات المحتملة بما في ذلك الانحرافات في قمرة القيادة، ولكن يُحظر استخدام أجهزة ايباد لأغراض غير متعلقة بالطيران ولا يزال الطيارون يستخدمون أدوات نظام التموضع العالمي على متن الطائرة. من بين مشكلات الأمان المحتملة الأخرى فشل التطبيق وفشل النظام، ولكن في الاختبار الذي استمر لمدة ثلاثة أشهر والذي تم إجراؤه بواسطة إدارة الطائرات التنفيذية، لم يتم إغلاق التطبيق مرة واحدة أو تعرض للفشل. أظهرت الاختبارات أنه في حالة حدوث فشل، يمكن للبرنامج إعادة التشغيل في غضون أربع إلى ست ثوان. يتم أيضًا الحديث عن أجهزة ايباد الإضافية في قمرة القيادة كنسخة احتياطية لفشل النظام. تبحث شركات الطيران أيضًا في سلامة وضع أجهزة ايباد في قمرة القيادة. أكثر المواضع شيوعًا هي على لوح الركبة للطيار، وهو حزام يتصل بالفخذ العلوي للطيار ويجعل الجهاز حر اليدين، لكن العديد من شركات الطيران التجارية تبحث في رصيف متصل بالطائرة نفسها
المراجع